# 异药芥
异药芥（学名：Atelanthera perpusilla），为十字花科异药芥属下的一个植物种。